# Kagemni II. Memi
Kagemni II. Memi je bio drevni Egipćanin koji je živio tijekom 5. i 6. dinastije, a bio je vezir. Postao je princ ženidbom za kćer faraona Tetija.

## Životopis
Kagemni je započeo svoju karijeru pod vladavinom faraona Djedkare Isesija. Pod vladavinom njegova nasljednika Unasa postao je sudac. Napokon, pod Tetijem je postao vezir. Bio je i svećenik boga Sunca Raa.
Čini se da je ovaj vezir bio vrlo važna osoba u društvu. Bio je nadglednik riznica i pisara.

## Obitelj
Kagemnijeva je supruga bila princeza Sešešet Nubketnebti, Tetijeva kći. Bili su roditelji princa Tetianka. Vjerojatno su imali još djece.

## Grobnica
Kagemni je pokopan u mastabi u Sakari. Ona je doista lijepo urešena. Prikazani su plesači, lov na vodenkonja, lov na ptice te Kagemni na čamcu. Tu su i leptir i žabe.

## Vanjske poveznice
|  | Zajednički poslužitelj ima još gradiva o temi Kagemni II. Memi |